# Adyar (Tamil Nadu)

Este artigo trata da localidade em Chennai, Tamil Nadu. Para outros usos, veja Adyar. 
Adyar ou Adayar está situada ao sul de Chennai (antigamente chamada de Madras). Esta localizada no sul do rio Adyar. É unido pelo canal de Buckingham ao oeste, Tiruvanmiyur ao sul, e ao leste de Besant Nagar. Adyar inclui várias sub-localidades como Gandhi Nagar, Kasturibai Nagar, Nehru Nagar, Indira Nagar, Padmanabha Nagar, Parameshwari Nagar, Shastri Nagar, Karpagam Garden,etc..

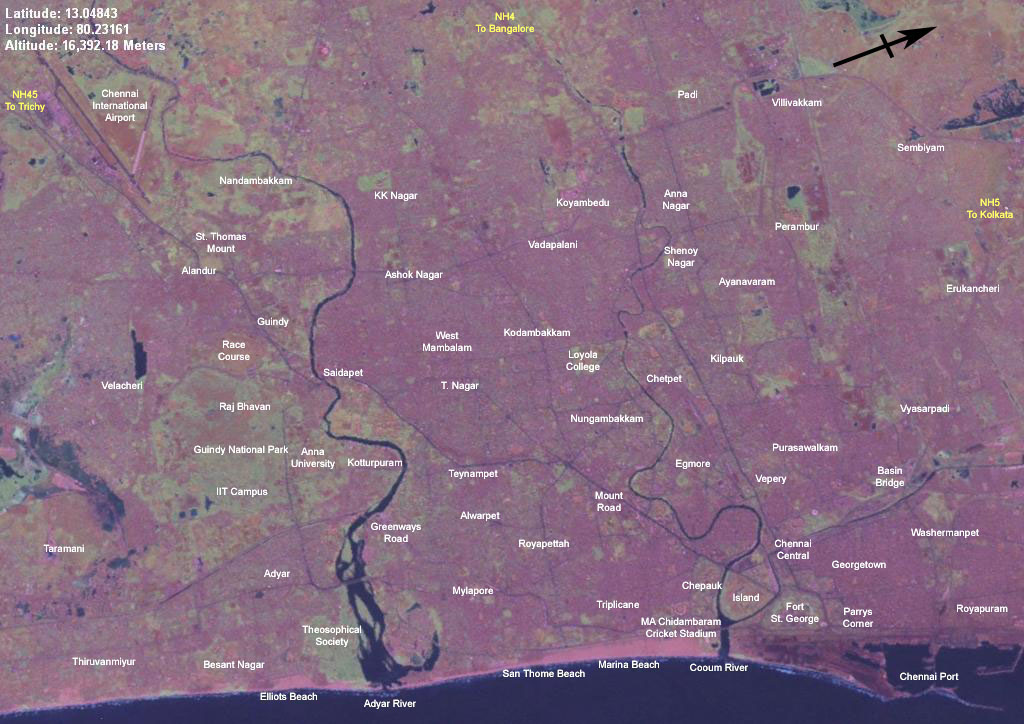
Adyar está situado numa planície litorânea plana, próxima ao rio Adyar como pode ser visto no traçado deste mapa aéreo.

Adyar é conhecida por ser o local da sede da Sociedade de Teosófica, onde fornece um ambiente tranqüilo ao longo dos bancos de areia ao sul do rio para contemplação calma em religião comparativa. A praia de Elliot's próxima de Besant Nagar é o ponto mais próximo ao mar, sendo um ponto popular de recreação. o IIT Madras, é um dos Institutos de Técnologia da Índia, está situado bem próximo de Adyar. Adyar também é a casa de um dos maiores laboratórios e centro de pesquisas em couro do mundo, o Instituto Central de Pesquisa do Couro (Central Leather Research Institute). 

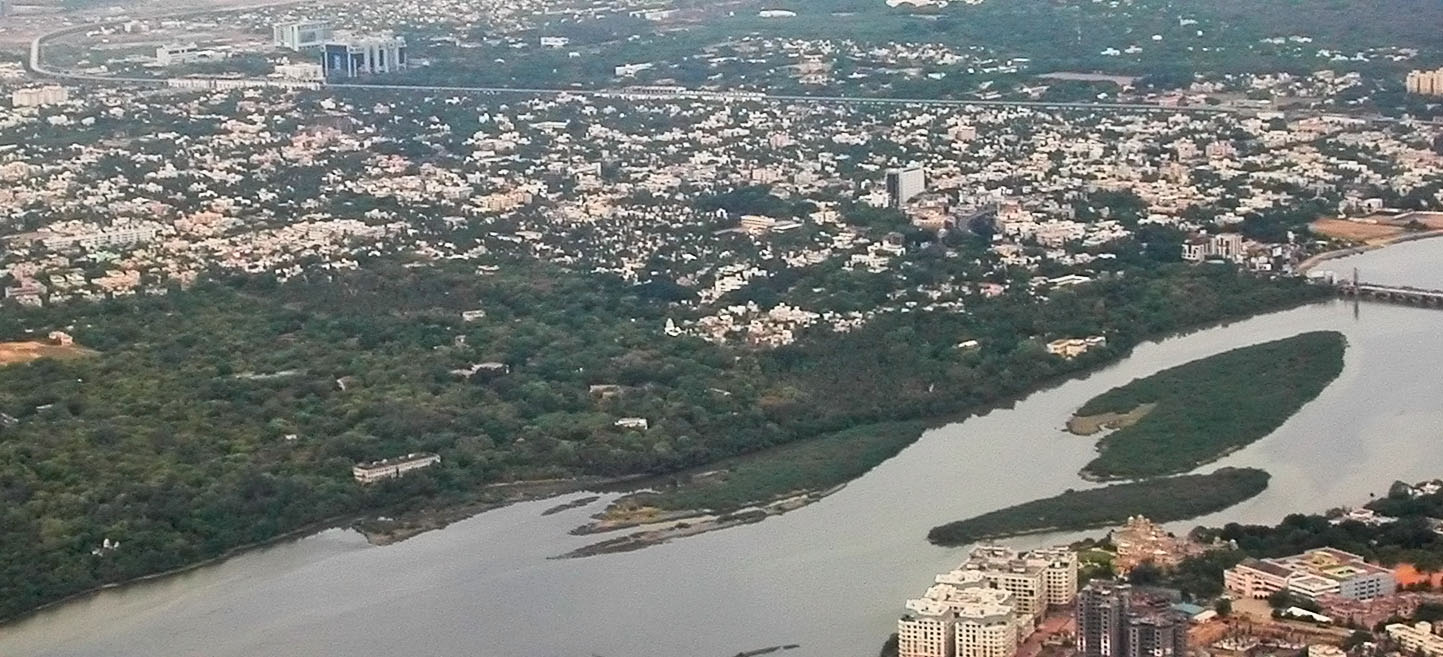
Uma vista de Adyar e do estuário de Adyar.

A região se desenvolveu de modo significativo nos anos de 1970 e início de 1980 como área residencial para acomodar o rápido crescimento urbano de Chennai. Desde o início de 1990, tornou-se parte do "corredor de IT", nome dado à parte sudeste de Chennai onde vários empresas de IT montaram suas bases. É também o lar de muitos pássaros que afluem do estuário de Adyar perto da  Sociedade Teosófica. 
Adayar tornou-se uma área elegante e bem estabelecida em Chennai. Os índices de preços das terras tiveram uma grande valorização num curto período de tempo. O centro da cidade segue ao longo da estrada principal, entre Gandhinagar e Kasturbainagar, sendo uma região de padrão elevado e luxoso, onde estão os imóveis mais caros do povoado. A área moderna de Adayar inclui partes das aldeias mais antigas de Pallipattu, Urur e Thiruvanmiyur. As regiões foram anexadas na Corporação de Chennai em 1977. Gandhi Nagar foi planejada e desenvolvida em primeiro lugar. Mais tarde, com o crescimento fundui-se com o antigo vilarejo de Thiruvanmiyur. 